# Бакай (Аризона)
Бакай (англ. Buckeye) — город в Аризоне, расположен в округе Марикопа

## География
Бакай находится примерно в 48 км к западу от Финикса, 530 км к востоку от Лос-Анджелеса.
Согласно данным Бюро переписи населения США город имеет площадь 1018 км², вся площадь — поверхность земли.

## Климат
Для города характерен климат жаркой пустыни.

## Демография
По данным переписи населения США на 2000 год численность населения города Бакай составляла 6537 человек, насчитывалось 2158 домашних хозяйства и 1624 семьи. Плотность размещения жилья - 6,2 на квадратный километр. Плотность населения 17,3 человек на квадратный километр. Расовый состав: 72,54 % белые, 0,44 % азиаты, 3,37 % чернокожие, 1,71 % коренных американцев, 0,08 % гавайцы и выходцы с островов Тихого океана,19,34 % другие расы, 2,52 % потомки двух и более рас.
Медианный доход на одно домохозяйство в городе составлял $35383, доход на семью $39194. У мужчин средний доход $32357, а у женщин $24901. Средний доход на душу населения $15627. 16,2 % семей или 18,8 % населения находились ниже порога бедности, в том числе 27,6 % молодёжи младше 18 лет и 13,3 % взрослых в возрасте старше 65 лет.
С 2000 по 2010 год произошёл бурный рост населения города и по переписи 2010 года в городе насчитывалось уже 50876 человек.